# Hutchison Port Holdings
La Hutchison Port Holdings (HPH) è una holding con sede ad Hong Kong fondata nel 1994 dalla Hutchison Whampoa come società controllata per la gestione degli investimenti fatti nei vari porti del mondo. Nell'aprile del 2006 la Hutchison Whampoa ha ceduto il 20% delle azioni alla PSA International. Nel corso degli anni, HPH, da mero operatore portuale, ha ampliato la sua attività internazionale verso altre attività logistiche e di trasporto: terminal crociere, operatori aeroportuali, centri di distribuzione, collegamenti ferroviari ed impianti di riparazione navali. Nel 2011 la rete dei terminal container HPH ha movimentato, a livello mondiale, un volume combinato di 75,1 milioni di TEU.

## Attività portuali
HPH detiene i seguenti porti.
| Stato               | Città                   | Nome                                                         | Proprietà |
| ------------------- | ----------------------- | ------------------------------------------------------------ | --------- |
| Argentina           | Buenos Aires            | Buenos Aires Container Terminal (BACTSSA)                    | -         |
| Australia           | Brisbane                | Brisbane Container Terminals (BCT)                           | -         |
| Australia           | Sydney                  | Sydney International Container Terminals (SICTL)             | -         |
| Bahamas             | Freeport                | Freeport Container Port (FCP)                                | -         |
| Belgio              | Willebroek              | TCT Belgium (TCT)                                            | -         |
| Cina                | Gaolan                  | Zhuhai International Container Terminals (Gaolan) (ZICT(G))  | -         |
| Cina                | Huizhou                 | Huizhou International Container Terminals (HICT)             | -         |
| Cina                | Huizhou                 | Huizhou Port Industrial Corporation (HPIC)                   | -         |
| Cina                | Jiangmen                | Jiangmen International Container Terminals (JMCT)            | -         |
| Cina                | Zhuhai                  | Zhuhai International Container Terminals (Jiuzhou) (ZICT(J)) | -         |
| Cina                | Nanhai                  | Nanhai International Container Terminals (NICT)              | -         |
| Cina                | Ningbo                  | Ningbo Beilun International Container Terminals (NBCT)       | -         |
| Cina                | Shanghai                | Shanghai Container Terminals (SCT)                           | -         |
| Cina                | Shanghai                | Shanghai Mingdong Container Terminals (SMCT)                 | -         |
| Cina                | Shanghai                | Shanghai Pudong International Container Terminals (SPICT)    | -         |
| Cina                | Shantou                 | Shantou International Container Terminals (SICT)             | -         |
| Cina                | Shenzhen                | Yantian International Container Terminals (YICT)             | -         |
| Cina                | Xiamen                  | Xiamen International Container Terminals (XICT)              | -         |
| Egitto              | Alessandria             | Alexandria International Container Terminals (Alexandria)    | -         |
| Egitto              | El Dekheila             | Alexandria International Container Terminals (EI Dekheila)   | -         |
| Germania            | Duisburg                | DeCeTe Duisburger Container Terminal (DCT)                   | -         |
| Hong Kong           | Kwai Tsing              | Asia Port Services (APS)                                     | -         |
| Hong Kong           | Kwai Tsing              | COSCO-HIT Terminals (CHT)                                    | -         |
| Hong Kong           | Kwai Tsing              | Hongkong International Terminals (HIT)                       | -         |
| Hong Kong           | Tuen Mun                | River Trade Terminal (RTT)                                   | -         |
| Indonesia           | Giacarta                | Jakarta International Container Terminal (JICT)              | -         |
| Indonesia           | Giacarta                | Koja Terminal (KOJA)                                         | -         |
| Italia              | Taranto                 | Taranto Container Terminal (TCTI)                            | -         |
| Corea del Sud       | Pusan                   | Hutchison Korea Terminals (HKT)                              | -         |
| Corea del Sud       | Gwangyang               | RKorea International Terminals (KIT)                         | -         |
| Malaysia            | Port Klang              | Westports Malaysia (Westports))                              | -         |
| Messico             | Ensenada                | Ensenada International Terminal (EIT)                        | -         |
| Messico             | Lázaro Cárdenas del Río | Lazaro Cardenas Terminal Portuaria de Contenedores (LCT)     | -         |
| Messico             | Manzanillo              | Terminal Internacional de Manzanillo (TIMSA))                | -         |
| Messico             | Veracruz                | Internacional de Contenedores Asociados de Veracruz (ICAVE)  | -         |
| Myanmar             | Yangon                  | Myanmar International Terminals Thilawa (MITT)               | -         |
| Oman                | Sohar                   | Oman International Container Terminal (OICT)                 | -         |
| Pakistan            | Karachi                 | Karachi International Container Terminal (KICT)              | -         |
| Pakistan            | Karachi                 | South Asia Pakistan Terminals (SAPT)                         | -         |
| Panama              | Balboa                  | Panama Ports Company - Port of Balboa (PPC-Balboa)           | -         |
| Panama              | Cristobal               | Panama Ports Company - Port of Cristobal (PPC-Cristobal)     | -         |
| Polonia             | Gdynia                  | Gdynia Container Terminal (GCT)                              | -         |
| Arabia Saudita      | Dammam                  | International Ports Services, Dammam, Saudi Arabia (IPS)     | -         |
| Spagna              | Barcellona              | Terminal Catalunya (TERCAT)                                  | -         |
| Svezia              | Stoccolma               | Container Terminal Frihamnen (CTF)                           | -         |
| Tanzania            | Dar es Salaam           | Tanzania International Container Terminal Services (TICTS)   | -         |
| Thailandia          | Laem Chabang            | Hutchison Laemchabang Terminal (HLT)                         | -         |
| Thailandia          | Laem Chabang            | Thai Laemchabang Terminal (TLT)                              | -         |
| Paesi Bassi         | Amsterdam               | Amsterdam Container Terminals (ACT)                          | -         |
| Paesi Bassi         | Moerdijk                | Moerdijk Container Terminals (MCT)                           | -         |
| Paesi Bassi         | Rotterdam               | ECT City Terminal                                            | -         |
| Paesi Bassi         | Rotterdam               | ECT Delta Terminal                                           | -         |
| Paesi Bassi         | Venlo                   | Trimodal Container Terminal Venlo (TCT Venlo)                | -         |
| Emirati Arabi Uniti | Ajman                   | Hutchison Ajman International Terminals (HAJT)               | -         |
| Regno Unito         | Felixstowe              | Port of Felixstowe (PFL)                                     | -         |
| Regno Unito         | Harwich                 | Harwich International Port (HWH)                             | -         |
| Regno Unito         | Thamesport              | London Thamesport (LTP)                                      | -         |
| Vietnam             | Ho Chi Minh             | Saigon International Terminals Vietnam (SITV)                | -         |